# 德穆希夫齊
49°32′40″N 25°20′12″E / 49.54444°N 25.33667°E
德穆希夫齊（烏克蘭語：Дмухівці），是烏克蘭的村落，位於該國西部捷爾諾波爾州，由捷尔诺波尔区負責管轄，處於沃蘇什卡河畔，始建於1467年，面積0.26平方公里，2001年人口679。